# Европско првенство у атлетици у дворани 1970 — троскок за мушкарце
Такмичење у троскоку у мушкој конкуренцији на 1. Европском првенству у атлетици у дворани 1970. одржано је у Градској дворани у Бечу 15. марта. Учествовало је 11 троскокаша из 9 земаља.
Ово је једна од 5 дисциплина у којима су постављени нови светски рекорди у дворани.

## Земље учеснице
Учествовало је 11 троскокаша из 9 земаља.
1. Источна Немачка (1)
2. Италија} (1)
3. Чехословачка (1)
4. Француска (1)
5. Мађарска (1)
6. Румунија (2)
7. Совјетски Савез (2)
8. Уједињено Краљевство (1)
9. Западна Немачка (1)

## Рекорди
Извор:
| Рекорди пре почетка Европског првенства у дворани 1970.     | Рекорди пре почетка Европског првенства у дворани 1970. | Рекорди пре почетка Европског првенства у дворани 1970. | Рекорди пре почетка Европског првенства у дворани 1970. | Рекорди пре почетка Европског првенства у дворани 1970. | Рекорди пре почетка Европског првенства у дворани 1970. |                                          |
| ----------------------------------------------------------- | ------------------------------------------------------- | ------------------------------------------------------- | ------------------------------------------------------- | ------------------------------------------------------- | ------------------------------------------------------- | ---------------------------------------- |
| Светски рекорд                                              | Николај Дудкин                                          | Совјетски Савез                                         | 16,86                                                   | Москва, СССР                                            | 27. фебруар 1969.                                       |                                          |
| Европски рекорд у дворани                                   | Николај Дудкин                                          | Совјетски Савез                                         | 16,86                                                   | Москва, СССР                                            | 27. фебруар 1969.                                       |                                          |
| Рекорди европских првенстава                                | Ово је прво Европско првенство у дворани                | Ово је прво Европско првенство у дворани                | Ово је прво Европско првенство у дворани                | Ово је прво Европско првенство у дворани                | Ово је прво Европско првенство у дворани                | Ово је прво Европско првенство у дворани |
| Рекорди после завршеног Европског првенства у дворани 1970. |                                                         |                                                         |                                                         |                                                         |                                                         |                                          |
| Светски рекорд                                              | Виктор Сањејев                                          | Совјетски Савез                                         | 16,95                                                   | Беч Аустрија                                            | 15. март 1970.                                          |                                          |
| Европски рекорд у дворани                                   | Виктор Сањејев                                          | Совјетски Савез                                         | 16,95                                                   | Беч Аустрија                                            | 15. март 1970.                                          |                                          |
| Рекорди европских првенстава                                | Виктор Сањејев                                          | Совјетски Савез                                         | 16,95                                                   | Беч Аустрија                                            | 15. март 1970.                                          |                                          |

## Освајачи медаља
|                                |                             |                        |
| Виктор Сањејев Совјетски Савез | Јерг Дремел Источна Немачка | Шербан Чокина Румунија |

## Резултати

### Коначан пласман
Извор:
| Пласман | Атлетичар      | Земља                | Резултат | Белешка            |
| ------- | -------------- | -------------------- | -------- | ------------------ |
|         | Виктор Сањејев | Совјетски Савез      | 16,95    | СРд, ЕРд, РЕП, НРд |
|         | Јерг Дремел    | Источна Немачка      | 16,74    |                    |
|         | Шербан Чокина  | Румунија             | 16,47    |                    |
| 4.      | Михаел Зауер   | Западна Немачка      | 16,39    |                    |
| 5.      | Золтан Цифра   | Мађарска             | 16,35    |                    |
| 6.      | Карол Корбу    | Румунија             | 16,35    |                    |
| 7.      | Ђузепе Ђентиле | Италија}             | 16,12    |                    |
| 8.      | Серж Ферса     | Француска            | 16,01    |                    |
| 9.      | Николај Дудкин | Совјетски Савез      | 15,99    |                    |
| 10.     | Јан Брода      | Чехословачка         | 15,89    |                    |
| 11.     | Тони Вадамс    | Уједињено Краљевство | 15,67    |                    |